# باب الحارة (الجزء السادس)
باب الحارة 6 مسلسل سوري إنتاج عام 2014، بعد أن توقف عرض السلسلة لمدة أربع سنوات، ثم جاء هذا الجزء بعد خمسة أجزاء متتالية من سلسلة مسلسلات باب الحارة.
شهد الجزء السادس وفاة بعض شخصياته مثل أبو بشير وأبو خاطر وأبو محمود وأم إبراهيم. وكبر أبناء أبو سليم في العمر وهم هدية وسليم، وكذلك مرزوق ابن أبو مرزوق الذي استلم متجر أبيه الخضار، وبشير الذي استلم فرن أبيه. غابت بعض الشخصيات مثل أم جوزيف وأبو دياب وأبو ديبو وأبو ممدوح والمختار أبو صياح.
رغم وجود العديد من التغييرات التي قد تؤثر في شعبية المسلسل إلا أن باب الحارة الجزء السادس حظي بأعلى مشاهدة في شهر رمضان 2014 على قناة المؤسسة اللبنانية للإرسال من بين المسلسلات الأخرى مما يدل على نجاح المسلسل .[بحاجة لمصدر]

## القصة
يستمر المسلسل في جزءه السادس في نقل فترة تحرر سوريا من الاستعمار الفرنسي الغاشم في تلك الحقبة من التاريخ، ويشهد هذا الجزء عودة شخصية (أبوعصام)، كما يشهد ظهور شخصيات جديدة.

## الممثلون
- عباس النوري، أبو عصام/شوكت
- صباح الجزائري، أم عصام/سعاد
- أيمن زيدان، أبو ظافر/حسن
- عبد الهادي الصباغ، فهمي
- سليم صبري، أبو حاتم/بهجت الشامي
- وائل شرف، معتز
- مصطفى الخاني، النمس/الواوي
- مرح جبر، أم ظافر
- زهير رمضان، أبو جودت
- ميسون أبو أسعد، نادية
- عمر حجو، أبو عمر
- ميلاد يوسف، أبو شوكت/عصام
- وفاء الموصللي، أم توفيق/فريال
- سحر فوزي، أم بشير/شهيرة
- وليد حصوة، عزيز
- أناهيد فياض، دلال
- أدهم بسام الملا، سليم
- أيمن بهنسي، أبو قاسم/منير
- عادل علي، عبد العليم
- محمد قنوع، أبو سليم/سعيد
- شكران مرتجى، أم بدر/فوزية
- ليا مباردي، بهية
- جانيار حسن، نعمة
- محمد خير الجراح، أبو بدر
- حسام الشاه، عبده
- براء الزعيم، حمزة
- عهد ديب، خيرية
- هدى شعراوي، أم زكي
- صباح بركات، أم حاتم/نظيرة
- ليليا الأطرش، لطفية
- أمية ملص، أم سليم/بوران
- فداء كبرا، مطيعة
- هيثم جبر، أبو الحكم/صخر
- راما الراشد، هدى
- خلود عيسى، شريفة
- هلا يماني، فايزة
- جمال قبش
- يحيى بيازي، خاطر
- حلا رجب، جميلة
- شادي مقرش، فياض
- علي كريم، أبو النار
- ماسة الجمال، هدية
- عبد الرحمن قويدر، قاعود
- مهند قطيش، فريد
- فادي الشامي، سمعو/إسماعيل
- جمال العلي، تنكة
- أسامة حلال، بشير
- معتصم النهار، ظافر
- ضياء العيسمي، أبو رشيد
- حسام حامد
- طارق زعتر
- عبد الكريم غميض، نبيل
- إسماعيل مداح، أبو حازم
- سامر شالاتي، مرزوق
- جرجس جبارة، أبو فارس
- وائل الخطيب
- وسام حنانة
- صلاح أبو ذيل
- نزار الصباغ
- عبد السلام خالد
- شذى الحايك
- ميرفت رافع
- جهاد منجد
- يزن مبيض
- شهد الباشا، سعاد
- عمر شامية
- سعيد العبد الله
- محمد متيجي
- لؤي ضويحي
- زياد الحايك
- ماهر أحمد
- إسماعيل حيا
- مهران الطويل
- بسام حبوش
- فراس ناصر
- نهاد إبراهيم
- شام قبراوي، شهيرة
- أحمد محاسنة، رستم
- جوان تتر، عاصم
- باسل فتال، أبو الزين
- أسد جباعي
- أحمد العلبي
- سالي شاهين
- إياد الشغري
- محمد الواوي
- محمد عبد الكريم، قنفذ
- مرح زيتون، فاديا